# Frederick E. Morgan
Sir Frederick Edgeworth Morgan (* 5. Februar 1894 in Paddock Wood, Kent, England; † 19. März 1967 in Northwood, Middlesex) war ein britischer Lieutenant-General (Generalleutnant) im Zweiten Weltkrieg, der die Hauptarbeit an der Planung der Operation Overlord leistete.

## Leben

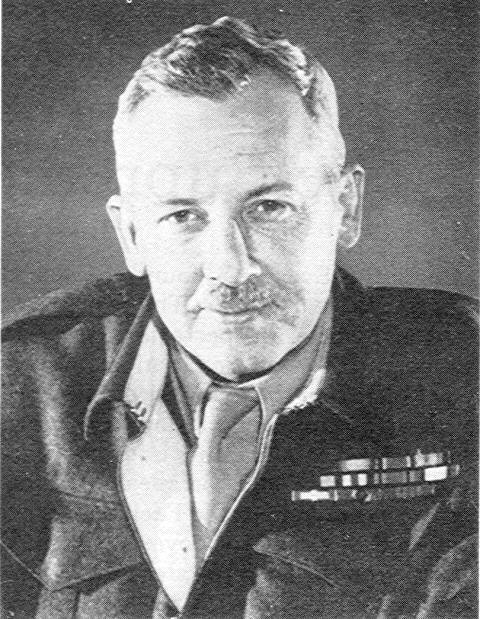
Frederick E. Morgan

Morgan trat 1913 der Royal Artillery bei und kämpfte während des Ersten Weltkriegs in Belgien und Frankreich. Von 1919 bis 1935 diente er in Indien, wo er Stabsoffizier wurde. Später wurde er Mitarbeiter im britischen Kriegsministerium.
Morgan war 1940 Kommandant einer Gruppe der britischen 1st Armoured Division und kämpfte in Frankreich. Er wurde im Mai 1942 als Lieutenant-General Kommandeur des 1. Corps District, dem unter anderem die Regimenter Lincolnshire und das East Riding of Yorkshire unterstellt waren. Im Oktober desselben Jahres wurde er Kommandeur des 1. Korps unter General Dwight D. Eisenhower. Er bekam den Auftrag, eine Landung im westlichen Mittelmeerraum vorzubereiten, um entweder den alliierten Hauptstoß zu unterstützen oder sich mit einem deutschen Angriff auf Gibraltar zu befassen. Als sich letztere Planung jedoch als nicht mehr notwendig erwies, wurde Morgan mit der Planung der Landungen in Nordafrika beauftragt. Im Frühjahr 1943 wurde er Chief of Staff to the Supreme Allied Commander und koordinierte als dieser die Planung für die Operation Overlord. Für seine Verdienste wurde er im August 1944 als Knight Commander des Order of the Bath in den Ritterstand erhoben. Von 1944 bis 1945 war er Eisenhowers Stellvertreter beim Supreme Headquarters Allied Expeditionary Force. In dieser Stellung unterzeichnete er am 7. Mai 1945 in Reims die deutsche Kapitulation.
Morgan trat 1946 aus der Armee aus. Danach war er im Atomenergieprogramm Großbritanniens in den 1950er Jahren beteiligt.

## Schriften
- Overture to Overlord. With a foreword by Dwight D. Eisenhower. Hodder & Stoughton, London 1950.
- Peace and War. A Soldier's Life. Hodder & Stoughton, London 1961 (Autobiographie)